# Hieracium farumense
Hieracium farumense es una especie de planta con flor del género Hieracium, de la familia Asteraceae, orden Asterales.

## Distribución
Hieracium farumense se distribuye por Suecia y Dinamarca.

## Taxonomía
Fue descrita científicamente por (Zahn) Dahlst.